# انجیر (ملکشاهی)
انجیر یکی از روستاهای استان ایلام است که در دهستان گچی بخش گچی شهرستان ملکشاهی واقع شده‌است.